# Basilissa rhyssa
Basilissa rhyssa är en snäckart som beskrevs av Dall 1927. Basilissa rhyssa ingår i släktet Basilissa och familjen Seguenziidae. Inga underarter finns listade i Catalogue of Life.